# Atlantis (1913)
Atlantis ist ein dänischer Stummfilm aus dem Jahr 1913 von August Blom nach dem gleichnamigen Roman von Gerhart Hauptmann. In der ersten Großproduktion des Landes mit acht Akten ist Olaf Fønss in der Hauptrolle zu sehen.

## Handlung
Dr. Friedrich von Kammacher ist ein bekannter Bakteriologe. Eines Tages erfährt er, dass seine Frau Angèle, mit der er drei kleine Kinder hat, unter einer erblich bedingten Geisteskrankheit leidet, die sie anfällig für zunehmende, psychische Störungen macht. Völlig wirr zerschneidet sie beispielsweise Stoffe, um anschließend mit der Schere durch das Haus zu schleichen, offenbar in der Absicht, ihren Mann damit zu erstechen. Lange hat er ihre Veränderungen schweren Herzens ertragen, ohne der Nervenkranken wirklich helfen zu können, doch nun ist er bald selbst mit seinen Nerven am Ende. Auf Anraten seines Freundes Dr. Georg Rasmussen lässt er Angèle in eine Spezialklinik einweisen und folgt dem Ratschlag seiner Eltern, nach Berlin zu fahren. Dort will er ein wenig Abstand von den Geschehnissen der vergangenen Zeit gewinnen und mental wie körperlich wieder auftanken. In der deutschen Hauptstadt lernt Kammacher im Rahmen einer Matinee die Tänzerin Ingigerd Hahlstrøm kennen. Ihr verführerischer Tanz „Das Opfer der Spinne“ verfehlt seine Wirkung auf den Akademiker nicht: Fortan steht Kammacher ganz in Ingigerds Bann. Doch der renommierte Wissenschaftler ist nicht der einzige Mann, der an den Lippen der faszinierenden Künstlerin hängt, und so gibt von Kammacher schließlich sein Bemühen um ihre Gunst – vorerst – wieder auf. Zu allem Überfluss wird auch noch ein von ihm eingereichtes wissenschaftliches Traktat abgelehnt. Kammacher beschließt, aus Berlin  abzureisen und fährt nach Paris. Dort liest er in einer Zeitungskurzmeldung, dass Ingigerd demnächst auf dem Passagierdampfer SS Roland nach New York zu reisen beabsichtigt. Dr. von Kammacher beschließt, ihr zu folgen und kauft gleichfalls eine Fahrkarte für die anstehende Passage. In einem Telegramm an Rasmussen bittet er diesen, sich während seiner Abwesenheit um die Kinder zu kümmern.
Die Überfahrt wird in jeder Hinsicht zum Desaster. Erst muss Kammacher erfahren, dass seine Angebetete, die ganz dekadent mit ihrem Hausäffchen und einem weißen Kakadu reist, bereits einen festen Begleiter hat, der ebenfalls an Bord ist. Außerdem wird sie auch an Bord von reichlich Männern umschwärmt. Und sie genießt es. An Bord erhält Kammacher ein Telegramm, in dem seine Mutter ihm mitteilt, dass sein Freund Dr. Rasmussen überraschend gestorben sei. Eine angeblich erkrankte, russische Auswanderin, die zur Behandlung in Kammachers Kabine gebracht wird, scheint nur auf ein Techtelmechtel mit ihm aus, und dann ruft ihn plötzlich auch noch Ingigerd Kammacher zu sich – angeblich, weil sie seekrank ist. Nachdem sie ihren Vater und Freund aus der Kabine herauskomplimentiert hat, beginnt nun auch sie auf einmal mit ihm zu schäkern. Auf halber Strecke kommt es inmitten einer Nebelbank zu einer schweren Kollision mit einem Schiffswrack. Dabei wird die Roland schwer leck geschlagen, die Wassermassen strömen herein, und das Schiff beginnt zu sinken. In dramatischer Abfolge werden Versuche unternommen, um alle Passagiere, die in ihren Nachthemden wie aufgescheuchte Hühner über die Deckplanken rennen, in die Rettungsboote zu verfrachten. Unter den Menschen entsteht Panik.
Ingigerd bekommt ihre Kabinentür nicht mehr geöffnet und erleidet daraufhin einen Schwächeanfall. Kammacher dringt von außen in die Kabine ein und trägt sie in ein Rettungsboot. Dann steigt er zu ihr. Wie einst auf der Titanic können längst nicht alle Passagiere in die Rettungsboote verbracht und somit gerettet werden. Auch von Kammacher muss mit ansehen, wie die anderen Unglücklichen mit dem Schiff im Meer versinken oder hilflos im Wasser umherstrampeln. Von allen Rettungsbooten ist nur das mit Friedrich von Kammacher und Ingigerd an Bord dasjenige, das den Untergang der Roland überstehen soll. Nur eine Handvoll Menschen überleben die Schiffskatastrophe. Kammacher hatte eine Vorahnung von den Ereignissen, hatte er doch im Moment der Schiffskollision von dem ebenfalls untergegangenen, sagenhaften Reich Atlantis geträumt. Als Ingigerd erfährt, dass sowohl ihr Vater als auch ihr Liebhaber ebenfalls ertrunken sind, ist sie am Boden zerstört. Am nächsten Tag werden die Schiffbrüchigen von einem vorbeifahrenden Frachtschiff, der ‘Hjortholm‘, aufgesammelt und nach vier weiteren Tagen heil nach New York gebracht.
Noch immer vom Schiffsuntergang traumatisiert, sieht sich Ingigerd fortan nicht mehr imstande, weiterhin künstlerisch zu arbeiten und gibt ihren Beruf als Tänzerin, der für sie stets auch Berufung war, auf. Doch noch immer liebt sie es, von fremden Männern hofiert und umgarnt zu werden – ganz zum Unglück Kammachers, der wie schon zuvor eifersüchtig ist. Friedrich muss erkennen, dass seine Liebe zu Ingigerd keine Zukunft hat und wendet sich von ihr ab. Der Arzt beginnt sich in New York für Kunst zu interessieren und lernt im Atelier des Bildhauers Ritter dessen sympathische Elevin Miss Burns kennen. Beide entwickeln Nähe zueinander. Um endlich zur Ruhe zu kommen, nimmt Kammacher das Angebot eines Freundes, des Kollegen Dr. Schmidt, an, in dessen Hütte in der Wildnis vorübergehend seine Zelte aufzuschlagen. Tatsächlich kann Friedrich dort Abstand zu den ihn aufwühlenden Ereignissen der letzten Wochen und Monate gewinnen. Dr. Schmidt besucht ihn dort eines Tages. Mit dabei hat er ein Telegramm aus der alten Heimat. In ihm steht, dass Kammachers Frau Angèle gestorben sei. Daraufhin erkrankt der Witwer ernsthaft. Jetzt ist es die Bildhauerin, die sich als wahre Freundin erweist. Miss Burns zieht zu ihm und kümmert sich in der winterlich verschneiten Hütte liebevoll um Friedrich, bis er wieder vollständig genesen ist. Aus diesen Momenten tiefen Vertrauens erwächst Innigkeit und schließlich Liebe. Miss Burns verspricht ihm, eine gute Mutter für seine verwaisten Kinder sein zu wollen. Als Paar kehren beide nach Europa heim.

## Hintergründe, Produktionsnotizen und Wissenswertes
Atlantis wurde vom 18. Juli bis zum 26. September 1913 gedreht. Die erste Vorführung (für Interessenten) fand am 27. November 1913 in Düsseldorf statt. Die offizielle Uraufführung war am 18. Dezember 1913 in den Berliner Kammer-Lichtspielen in der Tauentzienstraße. Im Herstellungsland Dänemark lief der Film am 26. Dezember 1913 am Kopenhagener Paladsteatret an.
Atlantis galt mit rund einer halben Million Kronen Herstellungskosten – davon 80.000 Kronen nur für die Versenkung des Schiffes – als der teuerste Film seiner Zeit und zugleich als die erste Monumentalproduktion Skandinaviens. Auch die Spieldauer von fast zwei Stunden war für diese Zeit ungewöhnlich lang.
Da Atlantis eine Fülle von Drehorten im In- und Ausland (u. a. in den Straßen von Berlin aber auch in Dragør, Amager, Klampenborg (Dänemark), Finse (Norwegen) und New York City) hatte und zahlreiche Szenen zeitgleich entstehen sollten, verpflichtete die produzierende Nordisk-Film als Hilfsregisseure den Dänen Robert Dinesen und den Ungar Mihály Kertész. Letztgenannter, der 30 Jahre später in Hollywood als Regisseur Michael Curtiz mit Casablanca Weltruhm erlangen sollte, absolvierte mit Kammachers Studienfreund Hans Füllenberg auch einen kurzen Auftritt vor der Kamera.
Wie Deniz Göktürk in ihrem Aufsatz Atlantis oder Vom Sinken der Kultur. Die Nobilitierung des frühen Kinos im Autorenfilm auf Seite 73 zeitgenössische Zeitungsquellen zitiert, wurden etwa 80 Hauptdarsteller, rund 100 Nebendarsteller und zirka 500 Statisten für die Schiffsszenen verpflichtet. Darüber hinaus kamen ein Ozeandampfer (die C. F. Tietgen der dänischen Reederei DFDS), drei Übersee-Frachtschiffe, zwei Schleppdampfer, zahlreiche Motorboote sowie ein mit beträchtlichen Kosten wieder aufgebautes Wrack zum Einsatz. Göktürk nannte den Film denn auch „ein Kinoereignis von einschneidender kultureller Bedeutung“.

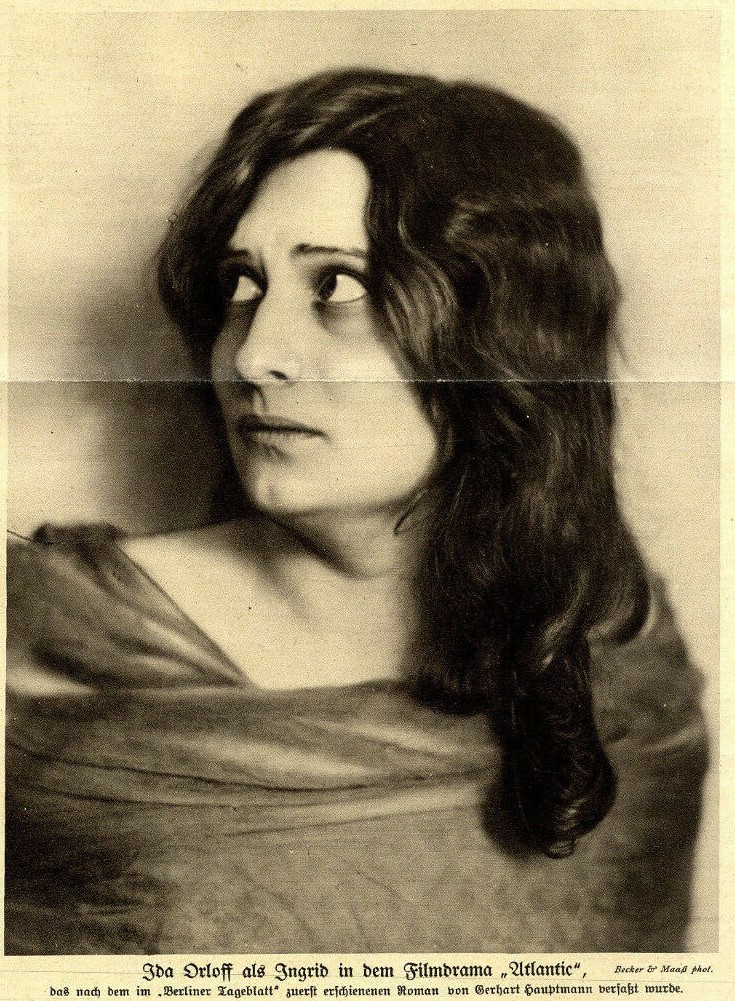
Ida Orloff als Ingigerd Hahlström

Die Produktion galt bereits während der Drehzeit als derart aufwendig und gewaltig, dass in einer Zeit, in der über die bis dahin als anrüchig geltende Kinematographie kaum berichtet wurde, sogar seriöse Zeitungen schrieben. Im Wiener Neuigkeits-Welt-Blatt war in der Ausgabe vom 11. September 1913 auf den Seiten 21 und 22 unter der Überschrift „Die teuerste Kinematographische Aufnahme“ ein größerer Artikel über die Dreharbeiten zu lesen:
„Der teuerste Film dürfte die Aufnahme sein, an der gegenwärtig eine dänische Film-Gesellschaft arbeitet. Es handelt sich um die Herstellung von Bildern von Gerhart Hauptmanns Novelle Atlantis, in welcher der Untergang eines Ozeandampfers mit allen Schrecken geschildert wird. Die Erzählung vom Untergang des Dampfers Roland wird in packender Weise kinematographisch illustriert. Nicht weniger als fünfhundert Menschen zeigen das Leben an Bord eines Ozeandampfers. Man sieht sie speisen, tanzen, flirten, bis das Unglück hereinbricht. Dann schildert der Kinematograph die furchtbaren Szenen, die sich unter den aus ihrer Nachtruhe aufgeschreckten Passagieren abspielen. Man wird mitten in die schreckliche Wirklichkeit versetzt, denn nichts fehlt, um uns von der Wahrheit des lebenden Bildes zu überzeugen. Man glaubt, der Operateur habe einem solchen Unglück beigewohnt und es sei ihm gelungen, diese Szenen photographisch festzuhalten. Man vergisst, dass es keinen Menschen gibt, der angesichts des Todes so nervenstark wäre, um ruhig Aufnahmen zu machen. Jetzt im Herbst werden die letzten Aufnahmen gemacht, u. zw. das sinkende Schiff und die im Wasser treibenden, mit den Wellen kämpfenden Schiffbrüchigen. Hierzu wurde aus Holz die Kopie eines Dampfers hergestellt, die zum Sinken gebracht wurde. Die Mitspielenden sind durchwegs gute Schwimmer und durch Schwimmgürtel und durch zahlreiche Rettungsboote vor Zwischenfällen gesichert. Die Herstellung dieses Films verschlingt ein Riesenvermögen und wird wohl die teuerste sein, die bisher veranstaltet wurde.“
Auch in anderen Publikationen gab es Vorberichte; so beispielsweise in der Ersten Internationalen Filmzeitung vom 6. September 1913 oder in der US-amerikanischen The Motion Picture News in den Ausgaben vom 30. August, 6. September und 27. September 1913. In Kinos des Deutschen Reichs lief der Film noch bis weit in den Ersten Weltkrieg hinein; so gab es Anzeigen zu bzw. Besprechungen über Atlantis in Der Kinematograph, Nr. 423, vom 3. Februar 1915, in der Vossischen Zeitung vom 19. Juni 1917 und im Briesetalboten vom 20. September 1917.
Atlantis steht für den Versuch, mit dem Autorenfilm die Kinematografie, die bis zu dieser Zeit kaum mehr als ein schlichtes Rummelplatzvergnügen angesehen wurde, qualitativ anzuheben und damit einem sich allmählich emanzipierenden Publikumsgeschmack nachzukommen. So entstanden im Jahr 1913 in diversen mitteleuropäischen Ländern ambitionierte Literaturverfilmungen: in Dänemark wurde, neben Atlantis, eine Adaption von Arthur Schnitzlers Liebelei (unter dem Titel Elskovsleg) hergestellt, in Deutschland liefen die literarischen Werke Der Andere und Der Student von Prag an. In Österreich-Ungarn spielte der Theaterstar Alexander Girardi eine Auswahl seiner größten Theatererfolge in der ersten Großproduktion seines Landes, Der Millionenonkel.
Trotz des gewaltigen Aufwands galt Atlantis summa summarum als Verlustgeschäft. In Deutschland, dem Lande Gerhart Hauptmanns, lief der Film ausnehmend gut, in anderen Ländern eher schwach.
1993 wurde eine restaurierte Laserdisc-Fassung von Atlantis herausgebracht, im Jahr 2005 erschien der Film auf DVD.

## Hauptmann und dieAtlantis-Verfilmung

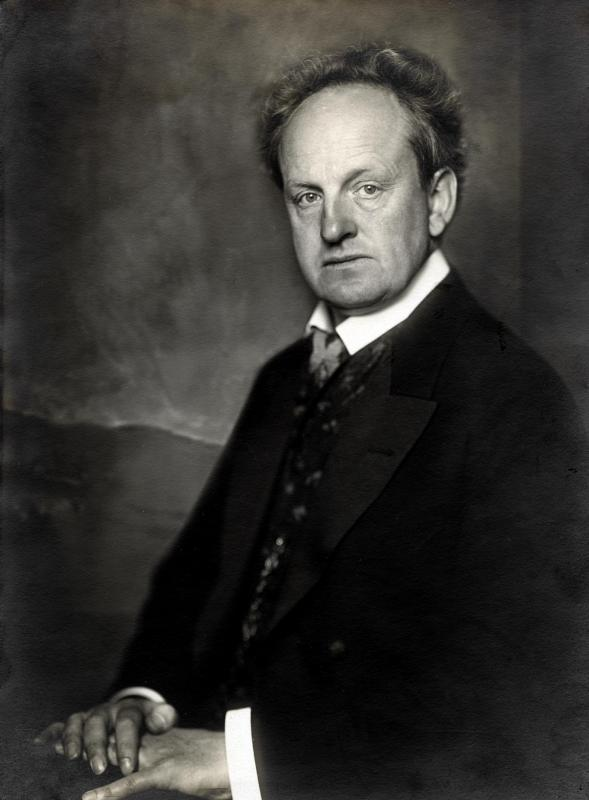
Vorlagenautor Gerhart Hauptmann, Fotografie von Nicola Perscheid (1914)

Hauptmann selbst kommentierte den Film nur spärlich. Überliefert ist sein Tagebucheintrag vom 14. Januar 1914. Dort heißt es: „Der Atlantis-Film. Welches Wunder. Hätte ich ihn damals ahnen können, als ich die Reise auf der ‘Elbe’ tat?“. Für die Filmrechte erhielt der Autor 20.000 RM plus Tantiemen in Höhe von mindestens 4 bis höchstens 10 %. Die Annahme, dass Atlantis vom Titanic-Unglück im Jahr zuvor inspiriert worden sein könnte, ist hingegen falsch. Hauptmann veröffentlichte seinen Roman kurz vor dem Untergang des britischen Luxusliners. Allerdings ist Atlantis nach In Nacht und Eis ein weiterer Film der Frühzeit, der einen Schiffsuntergang als inszenatorischen Höhepunkt besitzt.
Die Besetzung der verführerischen Kindfrau Ingigerd durch die österreichisch-russische Mimin Ida Orloff entsprach Hauptmanns Wunsch, da sie wie Hauptmann Teil der autobiografischen Anteile von Atlantis war. Hauptmann hatte die damals 16-Jährige 1905 am Berliner Lessing-Theater als Kindfrau Hannele (in seinem Hanneles Himmelfahrt) gesehen und war augenblicklich von ihr zutiefst fasziniert. Seit seinem Werk Und Pippa tanzt! taucht Ida Orloff immer wieder literarisch im Œuvre Gerhart Hauptmanns auf.

## Kritiken
Trotz grundsätzlicher Kontroversen zu Literaturverfilmungen sui generis, wurde der Film 1913 als filmisches Großereignis wahrgenommen und oftmals enthusiastisch aufgenommen.
In Deutschland hieß es beispielsweise in der Neuen Hamburger Zeitung: „Als technisch-kinematographisches Meisterwerk ist diese Szenenfolge ebenso sehenswert wie als große moderne Sensation.“
Wiens Neue Freie Presse war nicht minder voll des Lobes. In der Ausgabe vom 19. Dezember 1913 heißt es auf Seite 21: „Ein hochtalentierter Regisseur hat aus dem Werke Hauptmanns mit sicherem Blick alles das, was dramatisch und auf der Kinobühne wirksam ist und sich zu malerischen Situationen verweben lässt, losgelöst und hat es wieder zu einem Ganzen zu vereinen gewusst. Ein szenischer Apparat wurde dazu in Bewegung gesetzt, der durch die Großartigkeit der technischen Behelfe und der finanziellen Mittel, die er erforderte, zur Bewunderung hinreißt. […] Der Riesendampfer Roland versinkt in den Fluten. In diesen Szenen erreicht der Film seinen Höhepunkt, der gleichzeitig ein Höhepunkt dramatischer und technischer Kinokunst überhaupt ist.“
Allerdings gab es auch kritische Anmerkungen bezüglich der Diskrepanz zwischen filminszenatorischem und künstlerischen Anspruch. Julius Hart schrieb dazu: Der Film sei „ein Musterbeispiel dafür […] wie wenig noch die großen Gegensätze und Unterschiede zwischen kinematographischer und dichterischer Darstellung in Anschlag gebracht werden“ und schloss daraus: „…man gebe der Kunst, was der Kunst, dem Kinematographen was des Kinematographen ist.“
Auch im Sprachrohr der Kinoreformbewegung aus der Zeit vor dem Ersten Weltkrieg, Bild & Film, treten unterschiedliche Einschätzungen zu den rein kinotechnischen und den künstlerischen Leistungen Bloms zutage. Dort heißt es, der Film sei „vom technischen Standpunkte betrachtet“ sehr gelungen, und es wurde „die gut berechnete photographische Wirkung“ hervorgehoben, jedoch fehle die „Seele“ des Films: „Plump, verworren und durchaus dilettantenhaft ist der dramatische Aufbau des Ganzen. Auch das Einzelspiel der Hauptpersonen ist beschämend mittelmäßig, selbst das von Ida Orloff vom Hofburgtheater Wien. Die Lichtbühne und das Kinodrama der Zukunft verlangen wirklich mehr, als die Filmfabriken und die Herren und Damen von der Sprechbühne ahnen. […] Das Fazit ist also: für die eigentliche Filmkunst, für das Kinodrama bedeutet Atlantis ein völliges Fiasko. Das Ganze ist auf grobe Sensation zugeschnitten, auf den großen Schauer, der durch die Schiffskatastrophe über das Publikum gejagt werden soll.“
Der als besonders kritisch geltende Hermann Häfker ließ wenig Gutes an Bloms ambitionierter Inszenierung, die zwar „Genießbares“ enthalte, aber doch beweise, dass „seelische Vorgänge“ auf der Leinwand nicht darstellbar seien.
Aus der modernen Sicht lassen die zurückhaltende und bisweilen unbeholfen wirkende Inszenierung sowie die hölzerne Darstellung der Hauptdarsteller zahlreiche Fragen offen. Deniz Göktürk schreibt in ihrer Analyse:

„Warum war im Film so wenig von der Lust und Bedrohung weiblicher Erotik zu spüren? Im Vergleich zu Verführungsszenarien in anderen zeitgenössischen Filmen wie beispielsweise den sozialen Dramen mit Asta Nielsen, deren Körpersprache weitaus expliziter war, wirken die großen Leidenschaften in ATLANTIS wenig überzeugend. Auch der – ebenfalls von Gerhart Hauptmann ausgesuchte – männliche Hauptdarsteller Olaf Fønss als Friedrich von Kammacher machte durch seine theatralische Affektdarstellung einen hölzernen Eindruck. Die Theaterschauspielerin Ida Orloff stand erstmals vor der Kamera. Doch allein daran kann der Mangel an Erotik und Grazie nicht gelegen haben. Auch Ida Orloff hätte unter einer anderen Regie und in anderer Kostümierung möglicherweise verführerischer wirken können. Das Verführungsszenarium, das im Stoff angelegt war, wurde in der Verfilmung nicht ausgespielt. Vielmehr scheint bei der Produktion von ATLANTIS alles Anrüchige bewusst zurückgenommen, da der Film sich einem herrschenden Standard von hoher Kultur anzunähern und ein bildungsbürgerliches Publikum ins Kino zu locken suchte. Das Unbehagen an der Sphäre trivialer Unterhaltung, das den Roman bestimmte, kam im Film durch die unentschlossene Inszenierung der Tänzerin zum Ausdruck.“

Der Däne Carl Nørrestedt schrieb in seinem Essay Kopenhagen – Berlin – Kopenhagen: Olaf Fønss (1882–1949): „Dieser Film voller Weltschmerz war auf den Geschmack des deutschen Publikums zugeschnitten. Seine Traumvisionen wirkten kaum stilisiert und hatten mit ‚expressionistischen‘ Stilmitteln noch nichts gemein. Die Symbole aus Hauptmanns Roman wurden nur schwerfällig umgesetzt und wirkten eher wie Fremdkörper im Handlungsverlauf.“